# 이반다구
이반다구(Ibanda)는 우간다 남서부에 위치한 구로, 행정 중심지는 이반다이며 면적은 967km2, 인구는 198,043명(2002년 인구 조사 기준)이다.
행정 구역상으로는 서부 주에 속하며 1개 군(이반다 군)을 관할한다. 동쪽으로는 키루후라 구, 남서쪽으로는 부셰니 구, 북서쪽으로는 캄웽게 구와 접한다.

## 같이 보기
- 우간다의 행정 구역